# Pengsjökomplexet
Koordinaten: 63° 41′ 46″ N, 17° 38′ 29″ O
Pengsjökomplexet ist das größte zusammenhängende weglose Wildnisgebiet in der Gemeinde Örnsköldsvik und liegt rund zehn Kilometer südöstlich von Solberg. Das Gebiet mit einer Fläche von 4.451 Hektar umfasst mehrere Seen, Sümpfe und großflächige Hochmoore. Es ist ein Reichsinteresse und Natura-2000-Gebiet. Das große Moor Stormyran besteht aus großen, überschwemmten Partien und trockenen, festen Streifen. Dieser Moortyp heißt auf Schwedisch strängflarkmyr. Das Moor und die umliegenden Gebiete sind jedoch ungeschützt und gehören unter anderem den Holzkonzernen SCA und Holmen, die hier Forstwirtschaft betreiben.